# Municipio de Caledonia (Iowa)
El municipio de Caledonia (en inglés: Caledonia Township) es un municipio ubicado en el condado de O'Brien en el estado estadounidense de Iowa. En el año 2010 tenía una población de 269 habitantes y una densidad poblacional de 2,86 personas por km².

## Geografía
El municipio de Caledonia se encuentra ubicado en las coordenadas 42°57′12″N 95°48′1″O / 42.95333, -95.80028. Según la Oficina del Censo de los Estados Unidos, el municipio tiene una superficie total de 93.92 km², de la cual 93,92 km² corresponden a tierra firme y (0 %) 0 km² es agua.

## Demografía
Según el censo de 2010, había 269 personas residiendo en el municipio de Caledonia. La densidad de población era de 2,86 hab./km². De los 269 habitantes, el municipio de Caledonia estaba compuesto por el 98,88 % blancos, el 1,12 % eran de otras razas. Del total de la población el 1,49 % eran hispanos o latinos de cualquier raza.